# Gustav Sorge
Gustav Hermann Sorge (ur. 24 kwietnia 1911 w Reisen, zm. 8 października 1978) – zbrodniarz nazistowski, jeden z funkcjonariuszy SS pełniących służbę w niemieckich obozach koncentracyjnych i SS-Hauptscharführer.

## Życiorys
W 1931 wstąpił do NSDAP, a w 1934 do Waffen-SS. Od października 1934 pełnił służbę w obozie Esterwegen. W czerwcu 1938 skierowany został do Sachsenhausen, gdzie początkowo był Blockführerem. Dzięki gorliwej służbie i okrucieństwu okazywanemu wobec więźniów Sorge awansował szybko na stanowiska zastępcy Rapportführera i Arbeitseinsatzführera. Brał nadal udział w egzekucjach więźniów, a także jeńców radzieckich. W październiku 1941 awansował na stanowiska Rapportführera i jednocześnie Arbeitseinsatzführera. W związku ze swoimi zbrodniami (w tym masową eksterminacja jeńców radzieckich, egzekucjami więźniów politycznych oraz maltretowaniem i torturowaniem innych więźniów) otrzymał przydomek „żelaznego Gustava”. W końcu czerwca 1942 został kierownikiem Berlin-Lichterfelde, podobozu KL Sachsenhausen i funkcję tę pełnił do listopada 1942. 
W początkach 1943 Sorge kierował organizacją wydziału zajmującego się pracą przymusową więźniów w obozie Herzogenbusch. W lecie 1943 skierowany został pod rozkazy Wyższego Dowódcy SS i Policji w regionie Ostland w okupowanej Łotwie. Początkowo brał tu udział w walkach z partyzantami. Od grudnia 1943 natomiast był komendantem obozu pracy Riga-Spilve, skąd pod koniec stycznia 1944 przeniesiono go na identyczne stanowisko do obozu pracy w Dondangen (łot. Dundaga). Sorge organizował również częściową ewakuację obozów w Dondangen i Stutthofie. W listopadzie 1944 powrócił do Sachsenhausen, gdzie kierował więźniarskim komandem budowlanym. 28 kwietnia 1945 został aresztowany przez wojska amerykańskie. 
Gustav Sorge został osądzony za swoje zbrodnie w 1947 przez radziecki Trybunał Wojskowy w Berlinie w procesie załogi Sachsenhausen. 1 listopada 1947 Sorge skazany został na karę dożywotniego więzienia połączoną z ciężkimi robotami. W ZSRR więziony był do 1956. Został zwolniony na mocy ogólnej amnestii (9 września 1955) jeńców niemieckich ogłoszonej przez Nikitę Chruszczowa. Powrócił do RFN, ale szybko został aresztowany przez władze zachodnioniemieckie. 13 października 1958 stanął przed sądem w Bonn oskarżony o popełnienie rozlicznych zbrodni w obozie Sachsenhausen. Sorge udowodniono popełnienie 67 morderstw, udział w kolejnych 20 oraz maltretowanie więźniów na inne sposoby. 6 lutego 1959 Gustav Sorge skazany został na karę dożywotniego więzienia oraz dodatkowo na karę 15 lat pozbawienia wolności. Zmarł w więzieniu.